# RS-68
RS-68 (Rocket System 68) — це рідкопаливний ракетний двигун компанії Aerojet Rocketdyne, який використовує рідкий водень (LH2) і рідкий кисень (LOX) як паливо в енергетичному циклі газогенератора. Це найбільший ракетний двигун, що працює на водневому паливі.
Його розробка почалася в 1990-х роках з метою виробництва простішого, менш дорогого, важкого двигуна для системи запуску Delta IV . Було випущено дві версії двигуна: оригінальний РС-68 і вдосконалений РС-68А. Третя версія, RS-68B, була запланована для ракети Ares V Національного управління з аеронавтики та дослідження космічного простору (NASA) до повного скасування ракети та програми Constellation.

## Дизайн і розробка
Однією з головних цілей програми RS-68 було створення простого двигуна, який був би економічно ефективним при використанні для одного запуску. Щоб досягти цього, RS-68 має на 80% менше деталей, ніж головний двигун багаторазового космічного човника (SSME). Несприятливими наслідками такої простоти були значно нижче співвідношення тяги до ваги та на 10% нижчий питомий імпульс порівняно з SSME. Перевагою такої простоти є менша вартість конструкції RS-68.
RS-68 є частиною кожного ядра Delta IV Common Booster Core. Найбільша з ракет-носіїв, Delta IV Heavy, використовує три CBC, змонтовані разом.
При максимальній тязі 102% двигун виробляє 758 000 фунтів-сил у вакуумі та 663 000 фунтів-сил на рівні моря. Маса двигуна становить 6 600 кг. З такою тягою двигун має співвідношення тяги до ваги 51,2 і питомий імпульс 410 секунд (4,0 км/с) у вакуумі та 365 секунд (3,58 км/с) на рівні моря. RS-68 керується гідравлічним механізмом і здатний дроселювати тягу від 58% до 102%.
RS-68A є оновленою версією RS-68 зі збільшеним питомим імпульсом і тягою (до понад 700 000 фунтів-сили на рівні моря). Перший запуск 29 червня 2012 року з бази ВПС на мисі Канаверал використовував три двигуни RS-68A, встановлені на важкій ракеті Delta IV.

## Варіанти
- RS-68 є оригінальною версією. Він виробляє 663 000 фунтів-сили тяга на рівні моря[10].
- RS-68A є вдосконаленою версією. Він виробляє 705 000 фунтів-сили тяга на рівні моря і 800 000 фунтів-сили тяга у вакуумі[11].
- RS-68B була запропонованою модернізацією для використання в ракеті-носії Ares V для програми NASA Constellation[12]. Ares V мав використовувати шість двигунів RS-68B на 10 мктрів в діаметрі основного ступеня разом із двома 5,5-сегментними твердотільними ракетними прискорювачами. Пізніше було встановлено, що абляційна форсунка RS-68 погано підходить для цього середовища з кількома двигунами, що спричиняє зниження ефективності двигуна та сильне нагрівання в базі транспортного засобу[13].